# Генерал от пехотата
Генерал от пехотата (на немски: General der Infanterie) е висше военно звание от рода войски, използвано в някои европейски страни през 18, 19 и 20 век.

## България
В България званието съществува в периода 1897 – 1944, като едва 19 български офицери достигат до това звание:
- Данаил Николаев (18 май 1909)
- Павел Христов (25 март 1917)
- Стефан Тошев (25 март 1917)
- Георги Тодоров (15 август 1917)
- Васил Кутинчев (23 октомври 1918)
- Православ Тенев (31 октомври 1918)
- Сава Савов (29 юни 1919)
- Димитър Гешов (1 юли 1919)
- Пантелей Киселов (12 декември 1919)
- Стефан Нерезов (3 септември 1920)
- Иван Вълков (15 май 1928)
- Велизар Лазаров (11 септември 1929)
- Константин Соларов (16 май 1934)
- Никола Бакърджиев (6 май 1936)
- Никола Жеков (6 май 1936)
- Никола Иванов (6 май 1936)
- Рачо Петров (6 май 1936)
- Стилиян Ковачев (6 май 1936)
- Теодоси Даскалов (11 април 1942)

С такова звание към българската войска се числят и владетелите:
- Княз Александър I
- Цар Фердинанд
- Цар Борис III

## Германия
В Германия, най-често се среща в Германската империя, Ваймарската република и Третия райх.
По-късно във Вермахта са въведени и звания за генерали от рода войски - танкови, авиация, парашутни, планински, снабдителски, свързочни и др.

## Русия
Прилага се също и в Руската армия, наред с по-долните звания.
- Генерал-майор
- Генерал-лейтенант

Генерал от рода войски
- Генерал от кавалерията, Генерал от пехотата, Генерал от артилерията

- Генерал-полковник